# Beck – Den osynlige mannen
Beck – Den osynlige mannen är en svensk TV-film från 2025. Filmen är den andra i tionde säsongen baserade på Sjöwall Wahlöös fiktiva polis Martin Beck. Den är regisserad av Per Hanefjord, med manus skrivet av Peter Arrhenius och Fredrik Agetoft.
Filmen hade premiär den 21 juni 2025 på TV4 Play.

## Handling
När Alex får ett nytt mordfall erbjuder hon Vilhelm att följa med henne och Josef till brottsplatsen. Offret verkar ha en koppling till ett digitalt universitet som kretsar kring en ny typ av manlighetsideal. Martin Beck blir involverad när den tekniska rapporten får upp ett spår till en av hans utredningar om "Balkongmannen".

## Rollista (i urval)
- Peter Haber – Martin Beck[3]
- Valter Skarsgård – Vilhelm Beck[3]
- Jennie Silfverhjelm – Alexandra "Alex" Beijer[3]
- Martin Wallström – Josef Eriksson[3]
- Måns Nathanaelson – Oskar Bergman[3]
- Elmira Arikan – Ayda Çetin[3]
- Nina Zanjani – Ebba Ståhl[3]
- Simeon Lindgren – Paul[1]
- Magnus Schmitz –  Örjan Landström
- Camilla Larsson – Rättsläkare
- John Anderberg – Mikael Medin
- Carl Andersson – Servitören Samuel
- Knut Berggren – Robert
- Ellen Fosti – Lina Unge
- Gunnel Fred – Mariel
- Dilan Gwyn – Nina Gonzalez
- Ellen Helinder – Anja Mårtensson
- Wilhelm Johansson – Wolfpack-assistent
- Sofia Pekkari – Josefine Patrakis
- Willy Ramnek Petri – Henrik Blomgren
- Lucas Serby – Aron Palmrud
- Elinor Silfversparre – Annelie Lind
- Oscar Skagerberg – Viktor Roos
- Jacob Vaknin – Pedram Moradi